# Sint-Jan Berchmanscollege (Avelgem)

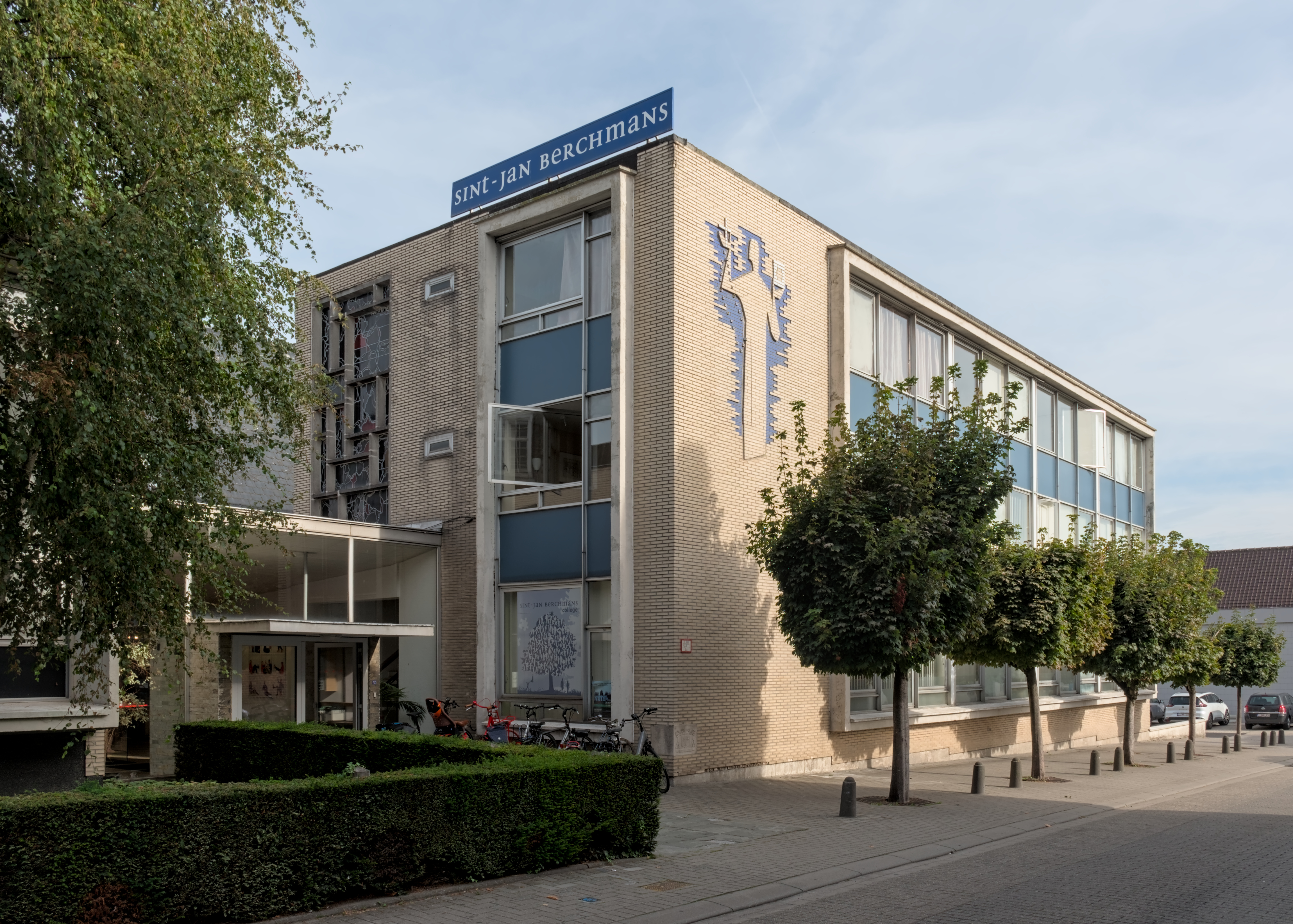
Sint-Jan Berchmanscollege

Het Sint-Jan Berchmanscollege is een katholiek college voor middelbaar onderwijs gelegen te Avelgem genoemd naar de heilige Jan Berchmans. De school wordt anno 2020 geleid door Mieke Bothuyne en Debbie Baert. Ze maakt deel uit van de scholengemeenschap Sint-Paulus. De school werd in 1872 gesticht. Het college had voor zijn huidige naam die in gebruik genomen werd in 1997 verschillende benamingen: het Pensionnat du Bienheureux Jean Berchmans, het Sint-Jan Berchmans Gesticht, middelbare landbouwschool Avelgem en Sint-Vincentiusinstituut. De inrichtende macht van de school is de vzw Katholiek Secundair Onderwijs Waregem-Anzegem-Avelgem. Anno 2020 telde de school 670 leerlingen, in 2023 was dit al 970 leerlingen.

## Geschiedenis
Op 1 oktober 1872 werd het Sint-Jan Berchmansinstituut gesticht door de Avelgemse deken Augustinus Joannes Ryckewaert. De school vond onderdak in delen van het Kasteel Scheldeburcht aan de Kasteelstraat. Het gebouw had toen twee gelijke vleugels aan beide kanten van de straat. Tot 1900 werd er veel bijgebouwd: een kapel, klassen en een hoeve voor de landbouwschool. In de Leopoldstraat bevond zich het klooster waar de meisjes les volgden.
Door een uitbreiding van het lessenaanbod en steeds meer leerlingen werd in 1912 een machinezaal gebouwd. Grote delen van de infrastructuur werden tijdens de Tweede Wereldoorlog beschadigd, maar alles wordt weer heropgebouwd. In 1925 begint men met het bouwen van een groot gebouw om de studie-, speel- en slaapzalen in onder te brengen. In hetzelfde gebouw komen er voetbaden en doucheruimtes en een nieuwe machinekamer. Deze plannen konden nooit volledig voltooid worden door de Tweede Wereldoorlog. Na deze oorlog wordt er stevig uitgebreid: onder directeur Jan Bruggeman wordt een turnzaal en enkele ateliers gebouwd en een nieuw terrein gekocht. Zijn opvolger, directeur Oost, laat de noordvleugel van de school slopen en bouwt er een geheel nieuw complex met de residentie, de refter en de keuken. Rond 1975 bouwt diezelfde directeur een nieuwe vleugel die een studie- en speelzaal bevat. Onder directeur Geerardyn komt er een grote sporthal en in 1995 werd de binnenkoer opgefrist. Zo kreeg de school zijn huidige aanzicht. Op dit moment worden, onder leiding van Mieke Bothuyne en Debbie Baert, de plannen getekend om een volledige nieuwbouw (voor college en middenschool) op te trekken op de plaats van het huidige sportveld. Vandaag biedt de school zowel ASO- als TSO- als BSO-richtingen aan. 
Het deel van de school in de Leopoldstraat dat gebruikt wordt voor de jongste leerlingen (Sint-Jan Berchmansmiddenschool) heeft een eigen directeur.
Op 2 september 2013 vond er een wissel plaats bij de directeurs en werd een algemeen directeur voor beide entiteiten ingesteld, Peter Vanlerberghe. Philippe Vercoutere werd directeur van het college en Chris Bodere vulde de plaats van directeur in de middenschool in. In september 2017 nam Debbie Baert de functie van directeur over in de middenschool en vanaf 1 november nam Mieke Bothuyne de functie van pedagogisch directeur op. Sinds 1 september 2019 is Mieke Bothuyne ook algemeen directeur in opvolging van Peter Vanlerberghe.

## Directeurs en principalen

### College
- 1872 - 1874 : Jules Van Renynghe
- 1874 - 1889 : Alfred Deslee
- 1889 - 1896 : Joseph Tillieux
- 1896 - 1906 : Léonard Lootens
- 1906 - 1926 : Victor Ollivier
- 1926 - 1946 : Joseph Delputte
- 1946 - 1956 : Jan Bruggeman
- 1956 - 1968 : Godfried Oost
- 1968 - 1978 : Godfried Geerardyn
- 1979 - 1984 : Hubert Lambrecht
- 1984 - 2005 : Paul Verstraete
- 2004 - 2013 : Peter Vanlerberghe
- 2013 - 2018 : Philippe Vercoutere als pedagogisch directeur, met Peter Vanlerberghe als algemeen directeur
- 2018 - heden : Mieke Bothuyne als pedagogisch en algemeen directeur

### Middenschool

#### Klooster (de grot)
- 1964 - 1982 : Maria Pyncket (zuster Lutgarde)
- 1982 - 1985 : Suzanne Vermeulen (zuster Hyacintha)

#### Huidige middenschool
- 1985 - 1992 : Antoon De Clercq
- 1992 - 2013 : Philippe Vercoutere
- 2013 - 2017 : Chris Boderé
- 2017 - heden: Debbie Baert

## Evenementen
De school organiseert elk jaar enkele evenementen. Zo is er begin november steeds de Sint-Jan Berchmansviering, rond februari een cultuurweekend. In mei gaat er een groots schoolfeest door. 

## Reizen
Het college kent een sterke traditie van buitenlandse schoolreizen. Tot op heden wordt er een Italiëreis en skireis georganiseerd. Tot voor kort behoorde een Provencereis ook tot het aanbod. Verschillende citytrips naar Berlijn, Londen en Parijs werden ook reeds georganiseerd.

## Bekende oud-leerlingen

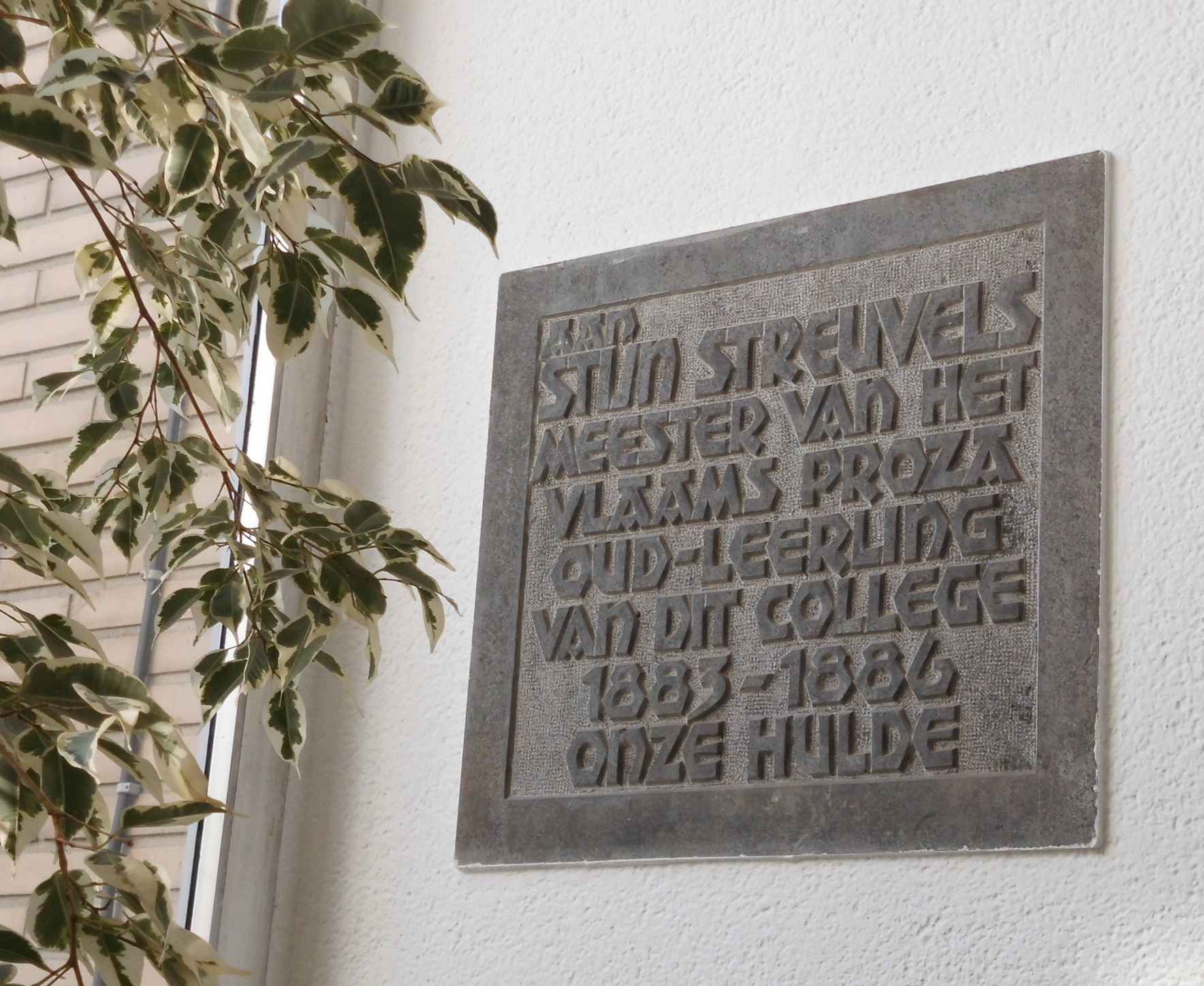
Herdenkingssteen Stijn Streuvels, inkomhal Sint-Jan-Berchmanscollege

- Lore Bruggeman, skateboarder op de Olympische Spelen van Tokio 2020
- Jeremie Vaneeckhout, parlementslid en voorzitter van Groen sinds 2022
- Jef Lambrecht, ex-eindredacteur VRT en journalist
- Prof. dr. Georges Martyn, directeur van het Instituut voor Rechtsgeschiedenis
- Stijn Streuvels, Vlaams schrijver
- Lieven Vantieghem, voormalig burgemeester Avelgem
- Albert Descamps, kanunnik, katholiek priester, hoogleraar, titelvoerend bisschop van Tunis, hulpbisschop van het bisdom Doornik en laatste rector magnificus van de Katholieke Universiteit Leuven